# Gen candidato
Un gen candidato es un gen que, a nivel de investigación, se relaciona con una enfermedad determinada, ya sea por su posición genómica en un cromosoma (candidato posicional) o por sus productos proteicos (candidato funcional).
Los genes candidatos son seleccionados a menudo en estudios basados en un conocimiento a priori del impacto biológico funcional del tratamiento o la enfermedad en cuestión.

## Cómo se selecciona un gen candidato
Cuando se busca asociar un gen determinado con una enfermedad, las investigaciones suelen centrarse generalmente en genes candidatos —en contraste con los estudios de asociación a escala genética (GWAS)—. 
Un gen se considera candidato cuando la proteína que codifica tiene posibilidades razonables de estar involucrada en una enfermedad. También se puede considerar candidato el gen si está localizado dentro de una región del genoma de la que se sabe que contiene el gen buscado. 
El segundo caso es frecuente en proyectos de clonaje posicional, en los que el gen buscado se identifica de acuerdo con su posición dentro del genoma. En una investigación de clonaje posicional típica, se identifica en primer lugar la región del genoma que se sabe que contiene el gen que buscamos. Todos los genes ubicados en esa pequeña región son posibles genes candidatos. Tras el estudio de las proteínas codificadas, se puede saber si alguna de ellas está involucrada en la enfermedad estudiada; entonces, el gen que la codifica se puede considerar un candidato fuerte. 